# Rocquemont (Oise)
Rocquemont is een gemeente in het Franse departement Oise (regio Hauts-de-France) en telt 101 inwoners (2009). De plaats maakt deel uit van het arrondissement Senlis.

## Geografie
De oppervlakte van Rocquemont bedraagt 6,1 km², de bevolkingsdichtheid is dus 16,6 inwoners per km².
De onderstaande kaart toont de ligging van Rocquemont (Oise) met de belangrijkste infrastructuur en aangrenzende gemeenten.

## Demografie
Onderstaande figuur toont het verloop van het inwonertal (bron: INSEE-tellingen).